# Luispenaia paradoxa
Luispenaia paradoxa is een keversoort uit de familie bladsprietkevers (Scarabaeidae). De wetenschappelijke naam van de soort is voor het eerst geldig gepubliceerd in 1972 door Martinez.